# Channel Zero
Channel Zero (v překladu z angličtiny kanál nula) je belgická thrash/groove metalová kapela z Bruselu založená v roce 1990.
Stejnojmenné debutní studiové album bylo vydáno v roce 1992.

## Diskografie

### Dema
- Demo '90 (1990)

### Studiová alba
- Channel Zero (1992)
- Stigmatized for Life (1993)
- Unsafe (1994)
- Black Fuel (1996)
- Feed 'Em with a Brick (2011)
- Kill All Kings (2014)

### EP
- Help (1995)
- Heroin (1995)
- Suck My Energy (1995)
- Fool's Parade (1996)

### Živé nahrávky
- Live (1997)
- Live at the Ancienne Belgique (2010)
- Unplugged (2015)

+ několik singlů